# Spider-Man: Shattered Dimensions
Spider-Man: Shattered Dimensions е видеоигра за супергероя на Марвел Комикс Спайдър-Мен.
Действието на играта се развива в четири различни измерения според комиксите. Играчът поема ролята на четирима Спайдър-Мени. Всеки от тях е озвучен от актьори, които са го озвучавали в други продукции – Нийл Патрик Харис, Дан Гилвезан, Кристофър Даниъл Барнс и Джош Кийтън. За всяко измерение има различен злодей на супергероя. Добавени са злодеи от Х-Мен вселената. Историята на играта започва, когато Мистерио – господарят на илюзиите се опитва да открадне и да продаде на черния пазар една древна плоча от музея на университета. Но Спайдър-Мен го спира на време. Получава информация от Мадам Уеб за плочата, че тя разделя паралелни светове. Пуснато е продължение на играта-Spider-Man: Edge of Time.